# Jonathan Santore
Jonathan C. Santore  (Greeneville (Tennessee), 26 juli 1963) is een Amerikaans componist, muziekpedagoog, dirigent en trompettist. 

## Levensloop
Santore speelde al in vroege jaren trompet in zijn geboortestad. In 1985 begon hij met zijn muziekstudies aan de Duke University in Durham (North Carolina) en behaalde aldaar zijn Bachelor of Arts met "Magna cum laude". Vanaf 1987 studeerde hij aan de Universiteit van Texas - School of Fine Arts in Austin (Texas) en behaalde zijn Master of Music. Zijn studies vervolmaakte hij aan de Universiteit van Californië - Los Angeles waar hij promoveerde tot Ph.D. (Philosophiæ Doctor). Tot zijn compositie-leraren behoorden Stephen Jaffe, Eugene Kurtz, Donald Grantham, Roger Bourland, Elaine Barkin en William Kraft. Een van zijn trompet-leraren was Karl Zimmerman.
Hij werd docent aan de Universiteit van Minnesota in Minneapolis, aan de Universiteit van Californië - Los Angeles en aan het Occidental College in Los Angeles. Vanaf 1994 is hij professor voor muziektheorie en compositie en hoofd van de afdeling muziek, theater en dans aan de Staatsuniversiteit van Plymouth (PSU) in Plymouth (New Hampshire). Als muziektheoreticus publiceert hij bijdragen en artikelen over de eigentijdse opera's in The Opera Journal en in het magazine In Theory Only. 
Hij is "Composer-in-Residence" bij de New Hampshire Master Chorale en werd in 1999 en 2006 tot New Hampshire Composer of the Year benoemd. Santore kreeg talrijke prijzen en onderscheidingen, zoals de 2e prijs bij de 2007 University of South Carolina Choral Composition Contest, was finalist in de 2005 NUVOVOX Choral Awards en in de 2003 Wegmans/PMCP Band Composition Contest, kreeg een speciale benoeming in de 2002 British Trombone Society/Brass in Association Composition Contest en een eervolle benoeming bij de 2000 Britten-on-the-Bay Composition Competition. 
Santore heeft uitvoeringen en premières van zijn eigen werken in de Verenigde Staten en Europa gedirigeerd. 

## Composities

### Werken voor orkest
- 2006 Later, voor spreker en orkest - tekst: Liz Ahl
- Divertimento, voor orkest
  1. Arch I
  2. Fugue
  3. Rondo
  4. Isorhythm
  5. Arch II

### Werken voor koren
- 2001 This Holy Christmas Night, voor gemengd koor en orgel - tekst: van de componist
- 2001 Today, voor gemengd koor en piano - tekst: Frank O'Hara
  1. Autiobiographia Literaria
  2. Song
  3. Today
- 2005 God's World, voor gemengd koor - tekst: Edna St. Vincent Millay (1892-1950)
- 2005 The Country of the Camisards, voor gemengd koor en piano - tekst: Robert Louis Stevenson
- 2006 A Song of the Road, voor gemengd koor, trompet en piano vierhandig - tekst: Robert Louis Stevenson
- 2007 Spring in New Hampshire, voor gemengd koor - tekst: Claude McKay
- 2008 There shall be Heard Music Here, voor gemengd koor - tekst: Nathaniel Peabody Rogers (1794-1846).
- 2008 Forgetting, voor gemengd koor - tekst: Jane Babin uit het gedichtenbundel "Pearls in the Pond"
- House Song to the East, voor gemengd koor
- In the Bleak Midwinter, voor gemengd koor
- Kalevala Fragments, voor gemengd koor
- The Return: Armistice Poems, voor gemengd koor
- Untitled, voor gemengd koor - tekst: So Chong Ju
- Whole World is Coming, voor gemengd koor

### Vocale muziek
- 1988 Fanfare for the House Of God, voor sopraan, tenor en gemengd koor
- 2006 My Wife, voor tenor en piano

### Kamermuziek
- 1987 Concerto in one movement, voor tuba en twee piano's
- 2001 The Insoluble Persists, voor trombone en piano
- 2005 Rondo Ostinato (Elegy for Z), voor koperkwintet (twee trompetten en hoorn, trombone en tuba (of: drie trombones))

### Werken voor piano
- 1997 Piano Monster!, voor drie piano's twaalfhandig
- Duplicitous Fits and Starts

### Werken voor beiaard
- Festive Changes on “Westminster Abbey”

## Publicaties
- The Band Director as Theory Teacher, Plymouth (New Hamshire), New Hamshire Band Directors Association, 1998